# I'll Follow the Sun
Pistes de Beatles for Sale
Rock and Roll Music
(4) Mr. Moonlight
(6)
I'll Follow the Sun est une chanson des Beatles, parue sur leur quatrième album Beatles for Sale, le 4 décembre 1964. Composée par Paul McCartney, elle est cependant signée Lennon/McCartney, comme toutes les chansons du groupe provenant de l'un et l'autre. C'est une des plus anciennes compositions écrites par l'un des Beatles, remontant aux années d'adolescence de McCartney passées au 20 Forthlin Road à Liverpool.
Interprétée sporadiquement en concert par les Beatles à leurs débuts, la chanson reste inutilisée jusqu'aux sessions de Beatles for Sale, où elle refait surface lorsque, pressés par le temps, emportés dans le tourbillon de la Beatlemania, ils doivent réaliser un album à la hâte pour Noël en s'appuyant sur leur répertoire scénique du moment. Il comporte d'ailleurs six reprises de rock 'n' roll, faute de matériel original. Le groupe enregistre donc le 18 octobre 1964, lors d'une session très chargée et programmée entre deux concerts, cette courte ballade acoustique aux arrangements délicats et, du côté des percussions, inattendus.

## Historique

### Composition
I'll Follow the Sun fait partie des premières chansons composées par Paul McCartney. Celui-ci se rappelle l'avoir écrite à 16 ans, dans le salon familial du 20 Forthlin Road à Liverpool : « Je crois me rappeler avoir eu la grippe, puis j'ai pris une cigarette (je fumais à 16 ans). C'en était une avec un filtre de laine de coton. On ne fume pas quand on est malade, mais quand ça va mieux on prend une cigarette et c'est terrible, ça goûte la laine de coton. Je me tenais à la fenêtre et je l'ai écrite en regardant à travers les rideaux du salon ».

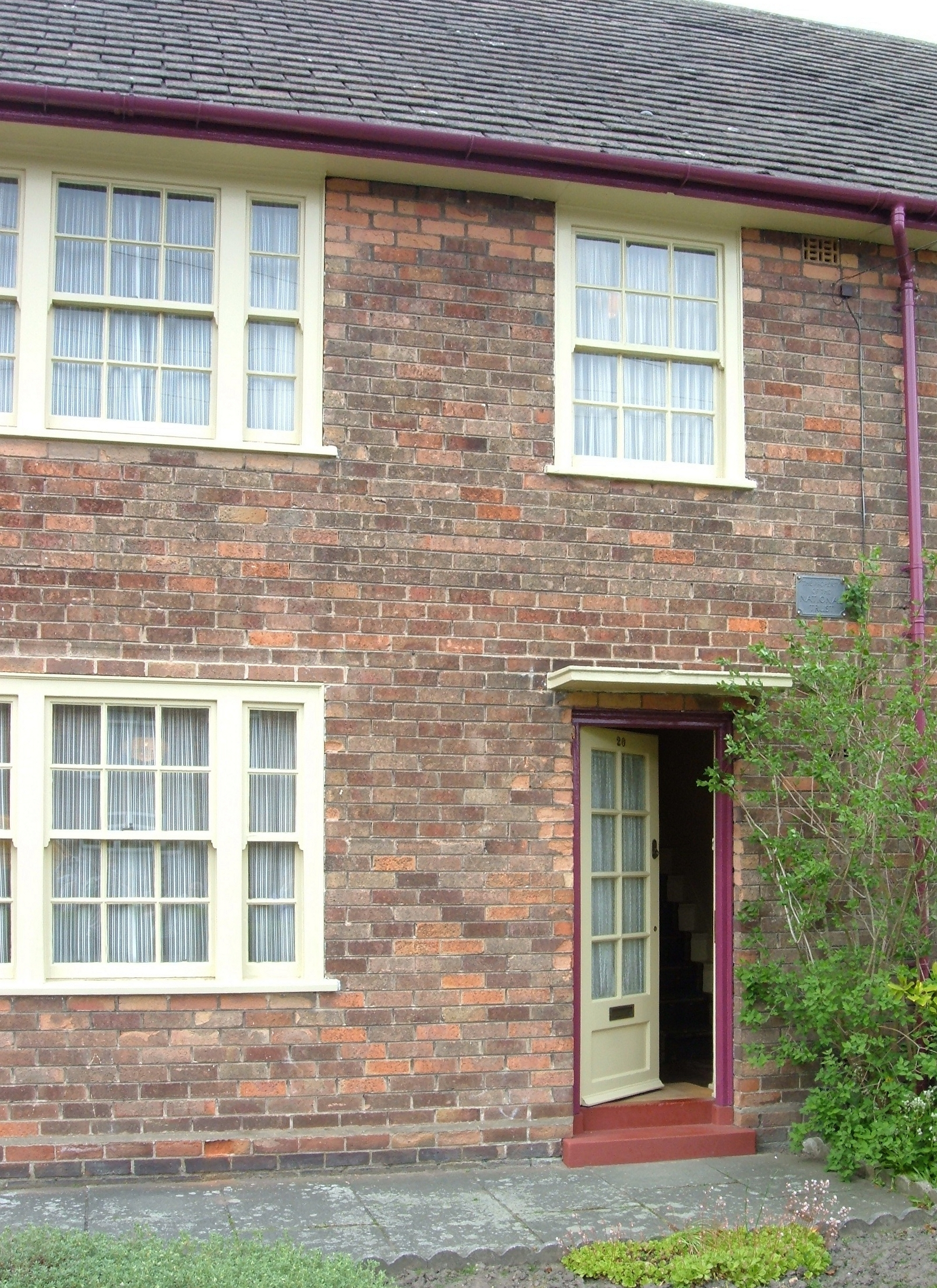
Paul McCartney a composé la chanson dans son salon du 20 Forthlin Road (fenêtre de gauche), à l'âge de 16 ans.

Le rôle de John Lennon dans sa composition semble inexistant, aux dires du principal intéressé : « C'est encore Paul. Vous en doutiez ? « Demain, il pourrait pleuvoir, alors je suivrai le soleil... » C'est du McCartney de la première époque, écrite presque avant les Beatles, je crois. Il avait un paquet de chansons. » Le journaliste Steve Turner semble insister sur l'influence de Buddy Holly sur les Beatles, particulièrement avec cette chanson, écrite en cette année 1958 où quatre de ses titres ont pris la première place des classements, au lendemain de sa mort. Les Beatles reprennent d'ailleurs Words of Love plus loin sur l'album, une ballade au climat semblable à I'll Follow the Sun.
Les Quarrymen, première mouture des Beatles, l'ont de temps en temps incluse à leur répertoire. Une version amateur, plus rock et datant probablement du printemps 1960, existe même sur un enregistrement pirate. Lennon, McCartney et George Harrison sont à leurs guitares acoustiques, accompagnés par Stuart Sutcliffe à la basse. De son côté, le premier batteur des Beatles Pete Best se rappelle avoir entendu son auteur la jouer au piano lors de leurs concerts au Kaiserkeller de Hambourg, fin 1960.
Lorsque le biographe Mark Lewisohn lui demande pourquoi les Beatles ont attendu six ans et quatre albums pour enregistrer le morceau, Paul McCartney témoigne de l'état d'esprit du groupe à propos de leur image à l'époque : « Elle n'a pas dû être considérée assez bonne. Je ne l'ai peut-être pas proposée. À Liverpool, nous avions notre image de durs rockers un peu R&B et habillés en cuir. Alors, des ballades comme I'll Follow the Sun ont été repoussées à plus tard. Nous n'avons jamais publié Yesterday en single car ça ne collait pas à notre image. C'est devenu pourtant notre chanson la plus célèbre. Nous ne voulions pas publier Michelle en single, car ça aurait été perçu comme des disques de Paul McCartney et ça ne plaisait pas trop à John. »
Il semble que les paroles sur le pont de la chanson aient été changées durant l'enregistrement. Sur la prise finale, « And now the time has come, and so my love, I must go / And though I lose a friend, in the end, you will know » remplace la ligne originale « Well, don't leave me alone, I need you / Now hurry and follow me, my dear », audible sur l'enregistrement pirate de 1960.

### Enregistrement

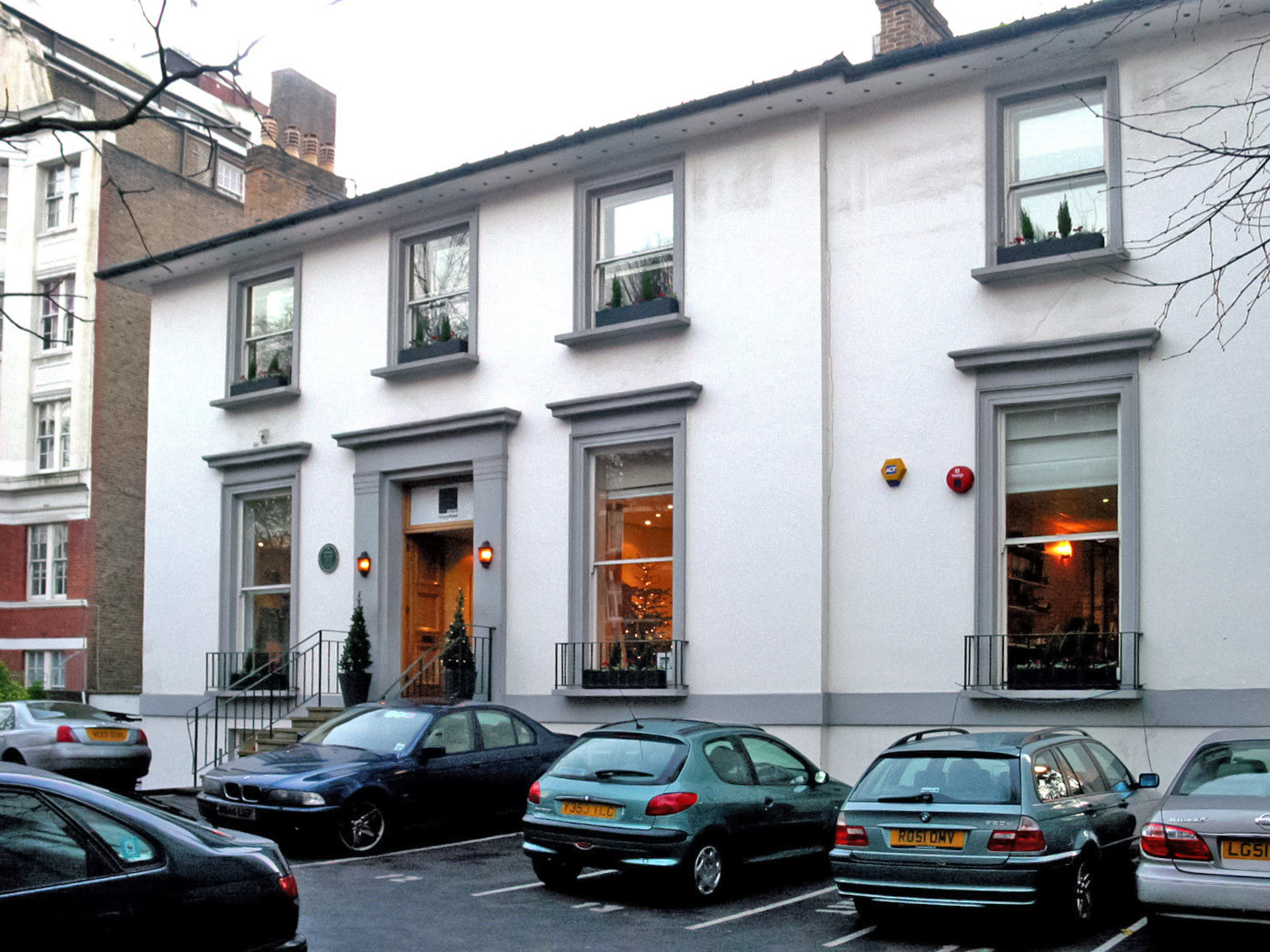
La chanson est enregistrée le 18 octobre 1964 avec sept autres titres prévus pour l'album Beatles for Sale.

La majorité des sessions d'enregistrement pour l'album Beatles for Sale se déroulent alors que les Fab Four sortent de leur première grande tournée américaine, qui s'est achevée à New York le 20 septembre 1964. Mais dès lors, leur manager Brian Epstein les engage dans une tournée du Royaume-Uni. C'est donc entre deux concerts à Kingston-upon-Hull et Édimbourg que le groupe entre aux studios EMI le 18 octobre pour enregistrer le plus de titres possibles en vue de l'album à paraître pour Noël,. C'est donc sur pas moins de huit titres que les Beatles travaillent pendant neuf heures ce dimanche-là : Eight Days a Week, Kansas City/Hey, Hey, Hey, Hey, Mr. Moonlight, I Feel Fine, I'll Follow the Sun, Everybody's Trying to Be My Baby, Rock and Roll Music et Words of Love se succèdent en peu de temps.
L'enregistrement de la ballade de Paul se fait en huit prises, la dernière étant retenue comme la meilleure. C'est d'ailleurs la seule prise où George Harrison, à sa demande, joue une minuscule phrase à la guitare électrique sur un couplet du morceau ; c'est sur la guitare acoustique de John Lennon qu'elle était jouée sur les essais précédents. Cette performance du guitariste ne satisfait personne, et l'ingénieur du son Geoff Emerick se souvient l'avoir trouvée profondément embarrassante. Toutefois, faute de temps, George Martin annonce qu'ils doivent passer à autre chose, et la performance reste sur la version finale.
En guise de percussions pour une chanson si douce, personne ne sait encore quoi jouer. Geoff Emerick se souvient : « D'abord, [les Beatles] n'avaient aucune idée quant à ce que Ringo devait jouer. Il a commencé à faire un essai à la batterie, mais ça sonnait mal, trop agressif et distrayant. Paul voulait quelque chose de plus subtil. » McCartney a finalement une idée : Starr devrait simplement taper sur ses genoux. « Nous voulions que chaque nouvelle chanson soit toujours différente », explique le bassiste. « On ne voulait pas tomber dans le piège des Supremes qui sonnent toujours de la même manière, alors on recherchait une instrumentation variée. »
Le mixage en mono est effectué le 21 octobre, sans la présence des Beatles. Ron Pender remplace Emerick comme second ingénieur, tandis que le mixage stéréo est effectué le 4 novembre, avec Mike Ston comme second ingénieur. Alors que très peu de réverbération est appliqué aux voix sur la version mono, le procédé est mis à usage sur la version stéréo pour accentuer le chant.

### Parution et reprises
I'll Follow the Sun paraît sur Beatles for Sale le 4 décembre 1964 au Royaume-Uni. L'album entre au hit-parade le 12 décembre et prend la première place des classements une semaine plus tard, pour n'en redescendre qu'après sept semaines.

Le label américain Capitol a l'habitude, dans la première moitié des années 1960, de publier des versions tronquées des albums originaux des Beatles.

C'est le 15 décembre 1964 que la chanson paraît aux États-Unis, sur une version de l'album comme à l'habitude trafiquée par le label américain Capitol. Étrangement appelé Beatles '65, puisqu'on ne considérait pas qu'il se vendrait bien avant le nouvel an, cet album contient huit chansons du Beatles for Sale original, avec en prime les chansons I Feel Fine et She's a Woman parues en single au Royaume-Uni, et I'll Be Back incluse sur l'album britannique A Hard Day's Night, mais absente de son pendant américain.
Une version enregistrée dans les studios de la BBC sort 20 mars 1995 sur le maxi Baby It's You et le même enregistrement remasterisé est publié le 11 novembre 2013 sur On Air - Live At The BBC Volume 2. Cette version de la chanson a été enregistrée le 17 novembre 1964 et mise en ondes le 26 novembre suivant lors de l'émission Top Gear. C'est la seule fois qu'elle sera interprétée pour la BBC.
Paul McCartney la joue depuis peu sur scène, dans le cadre de sa carrière solo, comme lors de son passage à l'Olympia de Paris en 2007, où il s'amuse à finir la chanson sur la dernière phrase (« But tomorrow may rain, so I'll follow the sun »), à laisser les applaudissements éclater, puis à reprendre cette dernière phrase, en recommençant trois fois de suite.

#### Publication en France
La chanson arrive en France en juillet 1965 sur la face A d'un 45 tours EP (« super 45 tours ») ; elle est accompagnée  de Mr. Moonlight. Sur la face B figurent I'm Down et I'll Follow the Sun. La photo illustrant la couverture est de Robert Freeman.

## Fiche technique

### Interprètes
- John Lennon : guitare acoustique, chœurs
- Paul McCartney : basse, chant
- George Harrison : guitare électrique
- Ringo Starr : percussions (tapements sur ses genoux)

### Équipe de production
- George Martin : producteur
- Geoff Emerick : ingénieur du son
- Norman Smith : ingénieur du son